# Cymaroa leptopepla
Cymaroa leptopepla är en fjärilsart som beskrevs av George Francis Hampson 1905. Cymaroa leptopepla ingår i släktet Cymaroa och familjen björnspinnare. Inga underarter finns listade i Catalogue of Life.